# 2012 في الصومال
فيما يلي قوائم الأحداث التي وقعت خلال عام 2012 في الصومال.

## سياسة

### تعيين في المنصب
- 28 أغسطس – موسى حسن شيخ رئيس الصومال.
- 10 سبتمبر – حسن شيخ محمود رئيس الصومال.[1]

### انتهاء فترة المنصب
- 16 سبتمبر – موسى حسن شيخ رئيس الصومال.[2]

## رياضة
- 1 يناير – الصومال في الألعاب الأولمبية الصيفية 2012

## وفيات

### مارس
- 23 مارس – عبد الله يوسف أحمد (مواليد 1934) سياسي صومالي.

### أبريل
- 2 أبريل – سامية يوسف عمر (مواليد 1991) رياضية صومالية.

### يونيو
- 12 يونيو – مختار محمد حسين (مواليد 1912) سياسي صومالي.